# Adun
Alto Templario Adun de los Protoss en el videojuego StarCraft.
Adun fue un joven valiente y orgulloso Alto Templario que vivió en la Segunda Edad. El Cónclave le ordenó destruir a las Tribus Rogue, los Protoss que no aceptaron el Khala porque pensaban que les quitaba toda su individualidad. Adun y los Templarios trataron de convencerlos en secreto de que aprendieran las enseñanzas de Khas pero no quisieron escucharles y con el tiempo sus poderes psíquicos se hicieron enormes. Desataron tormentas psiónicas sobre Aiur y entonces El Cónclave se dio cuenta de que no los habían eliminado. Haciéndoles jurar silencio, los Judicatores ordenaron desterrar a las tribus de Aiur en una antigua nave Xel'Naga. En la nave, las Tribus Rogue se cortaron sus apéndices nerviosos que les unían con el resto de su raza como muestra de desprecio al Khala y así se convirtieron en los Templarios Tétricos.
El secreto permaneció oculto hasta miles de años después, cuando tuvo lugar la Caída de Aiur. Adun da el nombre a las Ciudadelas donde los Protoss se entrenan, debido a su gran fama de antaño, y muchos aprendieron de su historia y de sus hazañas.
Fue uno de los más fieles mensajeros del Khala y sirvió como ningún otro a El Cónclave y a los Judicatores.
- Datos: Q8189914